# Upplands runinskrifter 73
Runinskrift U 73 är en av två runstenar som ursprungligen stått inom Hansta naturreservat i nordvästra Stockholm. Idag återstår endast U 73, medan broderstenen U 72 nu finns på Skansen. 

## Historik
| U 72 (t.v.), numera på Skansen och U 73. |  | U 72 (t.v.), numera på Skansen och U 73. |
| U 72 (t.v.), numera på Skansen och U 73. |  |                                          |

I området kring Hägerstalunds gård har det funnits två runstenar: U 73 och U 72. Idag finns bara U 73 kvar och troligen står den på sin ursprungliga plats. Den är känd sedan 1600-talet. U 72 hittades 1896 liggande på åkern inte långt från U 73 och flyttades samma år till friluftsmuseet Skansen, som var under uppbyggnad. Man hade då inte observerat att U 72 (höjd=2,43 meter) och U 73 (höjd=2,00 meter) hörde ihop och tillsammans utgjorde ett parmonument.
De personer som omtalas på runstenen bodde troligen på den plats där Hägerstalunds gård nu ligger. Av stenarna kan man förstå att Ingas söner, Ärnmund och Ingemund fått ärva sin fars gård när han dött. Ärnmund och Ingemund har sedan rest till Grekland där de omkommit varpå deras mor Inga ärver gården. När Inga sedan dör får hennes bröder Gärdar och Jorund överta gården och reser stenarna för att visa hur de kommit i besittning av ägorna. 
Förutom att vara ett minnesmärke över två greklandsfarare är Hanstastenarna även ett juridiskt dokument som berättar hur bröderna Gärdar och Jorund kom i besittning av arvet efter Ärnmund och Ingemund. Båda stenarna är märkta med ett kors, vilket visar att de som lät rista dem var kristna och levde i mitten av 1000-talet, vid vikingatidens slut.
Inskriften är alltså en fortsättning på broderstenens text: "Gärdar och Jorund lät resa dessa stenar efter sina systersöner Ärnmund och Ingemund" och den lyder enligt nedan:

## Inskriften
Runor:᛫ᚦᛁᛋᚢᚾ᛫ᛘᛂᚱᚴᛁ᛫ᛁᚱᚢ᛫ᚵᛅᚱ᛫ᛂᚠᛏᛦ᛫ᛋᚢᚾᛁ᛫ᛁᚴᚢᚱ᛫ᚼᚬᚾᚴᛅᛘ᛫ᚦᛂᛁᚱᛅ×ᛅᛏᛅᚱᚠᛁ×ᛁᚾᚦᛂᛁᚱ×ᛒᚱᚦᚱ᛫ᚴᛅᛘᚢᚼᚾᛅᛅ᛬ᛅᛏᛅᚱᚠᛁ

×ᚴᛁᛅᚦᛅᚱᛒ᛫ᚱᛂᚦᚱ᛫ᚦᛁᚱᛏᚬᛁᚴᛁᚱᛁᚴᛁᚢᛘ
Translitterering av runraden:
' þisun ' merki ' iru ' gar ' eftʀ ' suni ' ikur ' hon kam ' þeira × at arfi ' in þeir × brþr · kamu hnaa : at ' arfi × kiaþar b'reþr ' þir to i kirikium
Normalisering till runsvenska:
Þessun mærki eʀu gar æftiʀ syni Inguʀ. Hon kvam þæiʀa at arfi, en þæiʀ brøðr kvamu hænnaʀ at arfi, Gærðarr brøðr. Þæiʀ dou i Grikkium.
Översättning till nusvenska:
Dessa minnesmärken är gjorda till minne av Ingas söner. Hon kom till arv efter dem, men bröderna kom till arv efter henne, Gärdar och hans broder. De dog i Grekland.

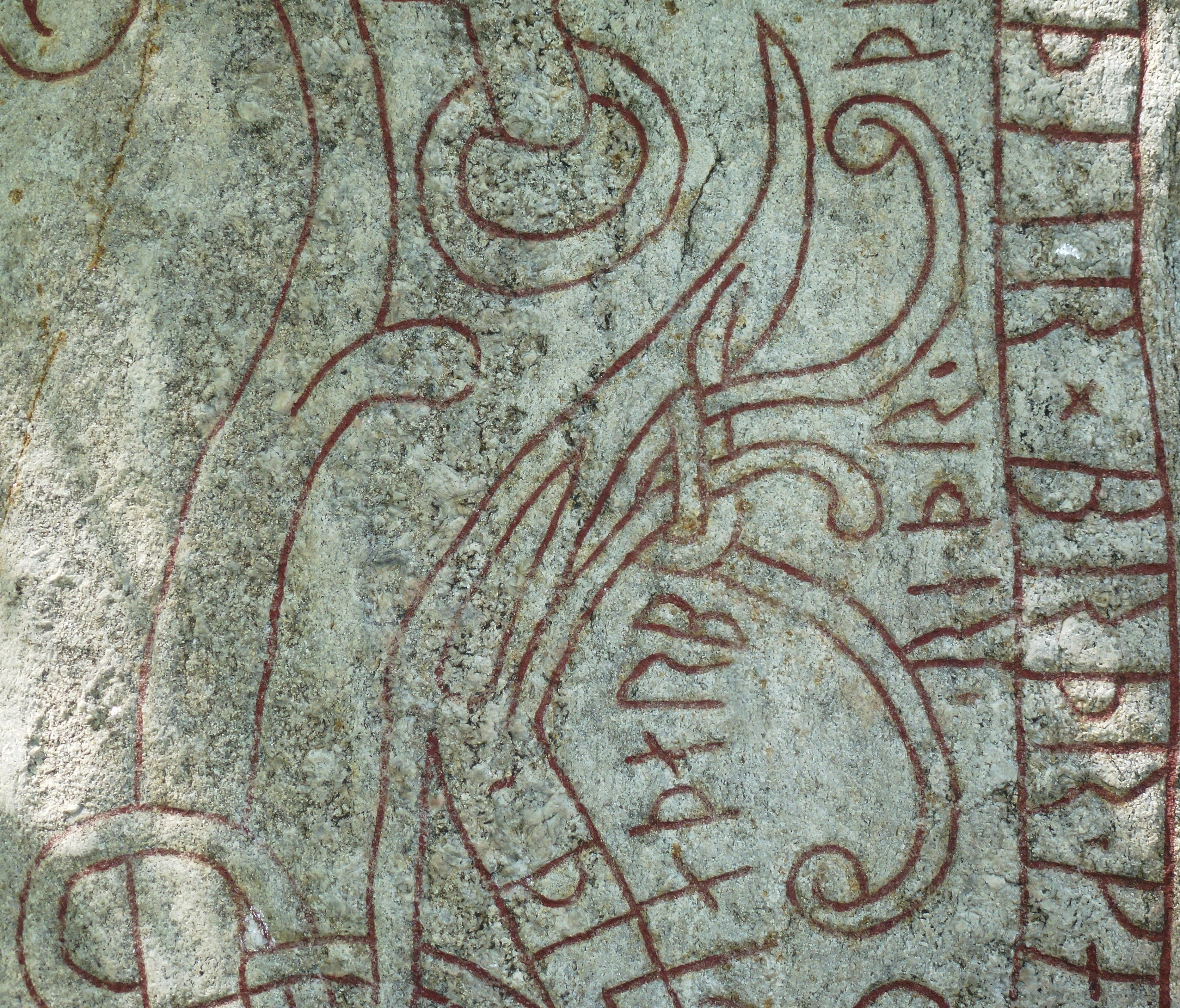
Detalj av den profilerade runormen i Urnesstil

Det var alltså Ärnmund och Ingemund som miste livet i Grekland, vilket var identiskt med Bysantinska riket, slutmålet för många resor i österled. Stenen är inte signerad, men på grund av ordens stavning och runornas utformning, har den i Sveriges runinskrifter blivit tillskriven runristaren Visäte.